# Rivière des Abénaquis Sud-Est
Pour les articles homonymes, voir Abénakis (homonymie).
La rivière des Abénaquis Sud-Est coule dans les municipalités de Sainte-Aurélie et de Saint-Prosper, dans la municipalité régionale de comté MRC Les Etchemins, dans la région administrative de Chaudière-Appalaches, au Québec, au Canada.
La rivière des Abénaquis Sud-Est" est un affluent de la rive est de la rivière des Abénaquis Sud-Ouest laquelle coule vers le nord et se déverse sur la rive sud de la rivière des Abénaquis. Le courant de cette dernière se déverse successivement sur la rive sud-est de la rivière Famine, puis sur la rive est de la rivière Chaudière laquelle coule vers le nord pour se déverser sur la rive sud du fleuve Saint-Laurent.

## Géographie
Les principaux bassins versants de la rivière des Abénaquis Sud-Est sont :
- côté nord : rivière des Abénaquis ;
- côté est : lac des Abénaquis, lac Falardeau ;
- côté sud : rivière des Abénaquis Sud-Ouest, rivière Vachon (Beauce-Sartigan), rivière Metgermette Nord ;
- côté ouest : rivière des Abénaquis Sud-Ouest, ruisseau de la Simonne, ruisseau d'Ardoise, rivière Famine.

La rivière des Abénaquis Sud-Est prend sa source en zone agricole dans la municipalité de Sainte-Aurélie. Cette source est située à l'intersection de la route du rang Saint-Jean-Baptiste et de la route 275, dans le hameau désignée "Quatre-Chemins".
À partir de sa source, la rivière des Abénaquis Sud-Est" coule sur 6,5 km répartis selon les segments suivants :
- 3,1 km vers l'ouest, dans la municipalité de Sainte-Aurélie, jusqu'à la limite municipale de Saint-Prosper ;
- 3,1 km vers l'ouest, en coupant la 50e rue, jusqu'à la 35e rue ;
- 0,3 km vers le nord, jusqu'à sa confluence.

La rivière des Abénaquis Sud-Est se déverse sur la rive est de la rivière des Abénaquis Sud-Ouest, laquelle coule vers le nord pour se déverser sur la rive sud de la rivière des Abénaquis. Cette confluence est située à 3,0 km au sud du centre du village de Saint-Prosper-de-Dorchester.

## Toponymie
Le toponyme Rivière des Abénaquis Sud-Est a été officialisé le 5 décembre 1968 à la Commission de toponymie du Québec.